# 喜多村牧
喜多村 牧（きたむら まき、1976年10月11日 - ）は、関西を中心に活躍するタレント。松竹芸能に所属。

## 人物・来歴
ピアノが得意で、ピアノ教室の講師をしていたこともある。チョコレートが大好物で、本人がラジオ番組で語ったところによると、幼稚園の頃から毎日チョコレートを食べるのを欠かしたことがないということである。
飼い猫のルーシーは、市の長寿ネコの賞を受賞したことがある。

## 過去の出演番組

### ラジオ
- ABCミュージックパラダイス（1999年9月1日 - 2006年3月29日、朝日放送ラジオ）
- HARBOR CAFE（2007年6月 - 7月、ラジオ関西） - 中継リポーター
- 谷五郎のOH!ハッピーモーニング（ラジオ関西） - 中継リポーター

### テレビ
- 謎の処方箋 コントS錠（関西テレビ）
- 夏のおでん（関西テレビ）
- テレビエム（毎日放送）
- ゆけむり街道（テレビ大阪）
- コンビニTV TKOのオキテ（京都放送）

### CM
- ダスキン

### その他
- THE BOOMアルバム「君のそばにいたい」
- ヴィッセル神戸マスコットガール
- ビートキッズ（映画）